# 23514 Шнайдер
23514 Шнайдер (23514 Schneider) — астероїд головного поясу, відкритий 2 вересня 1992 року.
Тіссеранів параметр щодо Юпітера — 3,529.